# うたわれるもの 二人の白皇
『うたわれるもの 二人の白皇』（うたわれるもの ふたりのハクオロ）は、アクアプラスより2016年9月21日に発売されたゲームソフト。対応機種はPlayStation 3、PlayStation 4、PlayStation Vita、Windows 10。

## 概要
『うたわれるもの 散りゆく者への子守唄』を第一部、『うたわれるもの 偽りの仮面』を第二部とした、三部作構想の中の最終作に位置するストーリーが展開される。
『偽りの仮面』と製作が同時進行していたため、さほど間を置かずに発売できると言われていた通り、前作から1年後の発売となる。『偽りの仮面』に出たキャストによると、『偽りの仮面』発売時点で既に音声収録は始まっている。
2015年11月28 - 29日に開催されたイベント「大アクアプラス祭」で、続編にあたる本作が2016年9月21日に発売されると発表された。
2018年1月29日に、セガゲームスがPlayStation 4版を、繁体中文版とハングル版に翻訳した上でアジア地域で発売することを発表した。
2019年10月には、アニメ化が発表された。
2019年10月18日には『うたわれるもの ロストフラグ』公開記念として、シミュレーションパートはカットされているが、アドベンチャーパート全編を体験することができる『スマホで読むうたわれるもの』がシリーズ3作品同時にAndroid版、iOS版でそれぞれ無料公開された。
2020年1月23日には英語と繁体中文字幕に対応したWindows 10移植版がSteamにて、前作の『偽りの仮面』と同時に販売開始された。

## ゲームシステム
基本的なシステムは前作を踏襲しており、キャラクター同士の会話でシナリオが進むアドベンチャーパートと、シミュレーションRPGの要素があるシミュレーションパートが存在する。前作に比べ、シミュレーションパートが多くなっている。選択肢はあるが、シナリオ（ストーリー）が一本道なのも変わらない。

### 前作からのシミュレーションパートの変更点
シミュレーションパートはほぼ前作のシステムままだが、細かなマイナーチェンジによる操作性向上が行われているほか、大きな変更点として以下のようなものがある。
- 気力全開状態になると、自分の攻撃にあわせて射程が届く味方も同時に攻撃してくれる「協撃」の実装。
- 気力全開状態になり、さらにそのキャラクターにあわせた特定のキャラクターが射程内にいると同時に必殺技を繰り出し、専用の動画が表示される「挟撃必殺技」の実装。
- シナリオが進むと、味方同士を戦わせて経験値などを上げることができる「紅白試合」を実行可能。
- シナリオが進むと、詰将棋のような感覚で、ゲーム操作や各キャラクターの特性についての練習ができる「ムネチカの試練」を実行可能。
- 本編クリア後、装備やキャラクターのレベルを引き継いで最初からプレイできる周回プレイが実行可能。
- 前作にはなかった、回復行動時にも経験値が取得可能。従ってキウルやネコネなど、回復・攻撃が1ターンで両方可能なキャラクターはその都度経験値が増える。

## あらすじ
大国ヤマトの現人神である帝の崩御。それに付随して起こったアンジュ皇女暗殺未遂から始まった混乱により、帝都は大きく揺らいでいた。そしてオシュトルが世界に溶けて消え去ってから数日後。その遺志を継ぎ、ネコネの助けを借りてオシュトルに扮したハクは、オシュトルやネコネの故郷であるエンナカムイへとアンジュを避難させることに成功する。だが八柱将の一人であるライコウは、帝都の動乱を機に偽の皇女を擁立しヤマトを掌握しようとしていた。
毒によって衰弱していたアンジュだったが、クオンから送られた薬が功を奏し、容体が回復する。そしてアンジュは、父である帝が残してくれた己の名と皇女の地位を取り戻したいと語った。たとえ、血で血を洗う戦が始まろうとも。その意を汲んだオシュトル（ハク）は仲間と共に帝都奪還に向け、引き返すことのできぬ修羅道を進んでいく。
時を同じくしてトゥスクルの皇オボロは、ヤマトが再び侵攻してくる可能性があるとして、内乱状態にあるヤマトへ機を逃さず攻撃することを決定。ハクの“死”を聞かされて失意のまま帰国していたトゥスクルの皇女クオンは、仲間たちへ助力するため敢えてヤマト攻略の全軍指揮を引き受ける。
間を置かずクオンはエンナカムイへ“トゥスクルの皇女”として訪問、アンジュらに軍門に降るよう要求する。だがこの時のオシュトルとのやりとりで、オシュトルの正体が死んだはずのハクであることをクオンは激しい動揺の末に確信する。アンジュとの決闘を経た事で、クオンはエンナカムイ勢の決意が揺るがぬと悟る。そしてヤマト侵攻の旨を一時取り止め、此度の内乱の行く末が定まるまでトゥスクルは静観すると告げ、その場を立ち去ったのだった。しかし帰途の最中、未練を捨て切れなかったクオンは「これで仲間たちとは二度と会えなくなった」ことを悟り、ひとり涙する。それを見かねたクロウたちの後押しもあり、逡巡の結果、クオンはトゥスクル皇女ではなく「ただのクオン」としてエンナカムイへと帰参、再びオシュトル（ハク）たちのもとへと戻るのだった。
クオンの合流後、オシュトル（ハク）たちはライコウの謀略を柱とする朝廷軍との戦いに苦しめられつつも、その最中でルルティエやノスリ、アトゥイなど、各國の皇の縁者の影響力などを用いる事により反朝廷軍をヤマト各地で着々と結成していく。やがて決着の時機に至った両軍は、オムチャッコ平原にて互いの総力を結集した大会戦に挑む。復讐に燃える采配師マロロ、仮面の者として全力を解放した左近衛大将ミカヅチが平原にて立ちはだかるもこれらを撃退、辛くも勝利したオシュトル（ハク）たちはその勢いのまま帝都に乗り込み、現ヤマトを支配していた八柱将ライコウとも決着を付ける。だが決戦が終わった後、ミカヅチと八柱将のウォシスは行方不明となっていた。
帝都を奪還して暫くの時が流れ、アンジュを正当な帝として擁立する悲願を叶えたオシュトル（ハク）たちは、戦後処理に勤しんでいた。消えたミカヅチたちのことが気がかりではありつつも、ようやく訪れた穏やかな平和を仲間たちと噛みしめているオシュトル（ハク）。そんなある日、崩御したとされていた先帝（ハクの実兄）に突如呼び出される。死んだはずの兄の生存に驚き、しかし喜ぶオシュトル（ハク）へと、先帝はトゥスクルへと侵攻した更なる理由を明かし始める。それは、オンヴィタイカヤン…大いなる父と呼ばれた旧人類の遺産に関わるものであった。
「旧人類をタタリという呪縛から解放したい」という兄の望みに協力するため、ハクは「神の眠りし國」トゥスクルを訪問する。その旅に同行してきたクオンと共に向かうは、聖地にして大神ウィツァルネミテアを信仰する者たちの総本山、オンカミヤムカイ。その最奥にてハクを待ち受けていたのは、神話の始まりから現在までの全てを知る存在「うたわれるもの」であった。

## 登場人物
特に記載がない場合、声はゲーム・アニメ共通の声優を示す。前作の登場人物解説も参照のこと。

### ヤマト

#### エンナカムイ勢
オシュトル（ハク）
声 - 藤原啓治（ゲーム） / 利根健太朗（ゲーム『斬2』・アニメ）
本作の主人公。己を庇い散っていった親友オシュトルの意志と仮面（アクルカ）を託され、ヤマトの双璧である右近衛大将の跡を継いだ。
アンジュの帝位奪還を成す為、オシュトルとしての地位や名声に加え、ハクとしての知略を生かした指揮でエンナカムイ軍を率いていく。偽の皇女を擁立した朝廷軍に対抗すべく、味方となってくれる国々を求めて仲間たちと共にヤマト国内を奔走する。
オシュトルに扮して以降は彼が携えていた刀を使うようになるが、以前からクオンより貸与されていた鉄扇も「友の形見」として変わらず使い続けている。
序盤は右近衛大将としての地位に慣れず頼りない一面を見せるものの、徐々にオシュトルとしての人望を利用しながらハク自身の知性を如何なく発揮させていき、僻地ゆえに脆弱だったエンナカムイ軍の増強を実行していく。そして早期にエンナカムイを襲撃してきたデコポンポ軍を容赦なく焼き払い、逃げる兵にも追い討ちを掛け徹底的に殲滅するなど、オシュトル本人には見られなかった非情さも垣間見せた。
物語が進む最中、アンジュをエンナカムイに閉じ込めるべく来訪したミカヅチとの決闘において、仮面の者（アクルトゥルカ）の力を完全に覚醒させる。これ以降は白兵戦時の戦闘力も劇的に上昇し、ヴライやミカヅチといった豪雄たちとも互角に戦えるほどにまで成長していった。
ネコネに対してはあくまでオシュトルの代わりという気持ちで当初は接していたものの、次第に本当の兄妹さながらに心を通わせるようになっていく。そして彼女がヴライの手の者にさらわれた際には身を挺して彼女を助け出し、罪悪感から慟哭するネコネを兄として優しく慰め、互いに何よりも大切な存在として認め合った。
ハクであった頃の動物たちが惹かれる不思議な魅力は健在で、ココポやクラリンは正体に気づいていた様子が示唆される。
クジュウリ近郊の遺跡にて、無意識に抑え込んでいたクオンへの想いを自覚し、ハクとして彼女と気持ちを通じ合わせた。
物語終盤、ウォシスによる暴走の結果、タタリが帝都中に解き放たれようとする大惨事が引き起こされる。苦慮の末に気象管理衛星アマテラスで帝都を照射することを選択、帝都の大部分に甚大な被害を起こしながらもタタリによる帝都壊滅の回避に成功する。その後はウィツァルネミテアの力に呑まれたウォシスを打倒するため、根源への扉を完全に開け放ち、極限までその力を引き出すことで勝利を収める。しかし魂を限界まで消耗した末に、オシュトルと同様にその身体は塩と化し、仲間たちに見送られながら最期は笑顔のまま消滅した。
その後、常世とも現世とも異なる魂の世界にてハクオロと対面したハクは、その場でクオンの危機を知らされる。そして半ば奪い取る形でウィツァルネミテアの権能を継承し、現世へと帰還、窮地に陥っていた仲間たちの前に天より降臨する。仲間たちを導き、力を合わせてクオンを救済したものの、その身は既に人間の理を越えており、全てが解決した後はクオンたちの前から忽然と姿を消すこととなった。
大神となってからは人々が視認出来ない時空間を渡り歩き、ウルゥル・サラァナと共にタタリを不死の契約から解放する旅を続けている。その最中に人間の子供を助けたことから、クジュウリ地方シシリ州に古くから伝わる伝承である「マシロ様」と同一視される一幕もあった。

オシュトル（ウコン）
声 - 利根健太朗
本来のヤマト右近衛大将。前作『偽りの仮面』でのヴライとの死闘において、ハクとネコネを守るため仮面の力を限界まで引き出した結果、魂を消耗した末に力尽き、彼らの前で死亡した。身体が塩となって消滅する寸前にハクへ自分の意志と仮面を渡し、アンジュとネコネを託した。

ネコネ
声 - 水瀬いのり
オシュトルの実妹。今作ではヒロイン的な立ち位置となる。
「ハクを助けてやってくれ」という兄の遺言からオシュトル（ハク）の補佐を務め始めるも、兄の死の大きな要因は自分であるという罪の意識、ハクの名と人生を奪ってしまったという罪悪感から年齢相応の明るさが消え、塞ぎ込むようになる。
精神的に追い込まれた結果、ハクがオシュトルとして偽り続けて本物同然に近づけば近づくほど、いずれはハクという存在が居なくなってしまうこと、また本当のオシュトルすらも己の中から消えていくことへの恐れが、さらにネコネを追い詰めていく。
序盤は目の色や声に生気は無く、絶望のあまりどこか朧とした雰囲気を漂わせていたが、彼女の心身を案じたハク自身の優しさに触れ、互いに心を通わせることで徐々にだが元気を取り戻し、再び以前のような振る舞いを見せるようになる。そしてヴライとの再戦後、本当の妹としてハクが自分を想っていると知ってからは、彼をもう一人の大切な兄として認め、ハクを最後まで献身的に支え続けた。
エピローグでは、帝都でなくとも学問は学べること、今回の戦でエンナカムイへの移住者が増えたこともあり、エンナカムイの発展に助力したいと決意。今以上に大きくなった故郷をいつかハクに見せたいとエンナカムイへ帰国し、城の書庫の管理を担当する殿学士となる。「家族」であるハクがいつの日か帰って来ると信じ、母のトリコリと共に彼を生家にて待ち続けることを選んだ。

アンジュ
声 - 赤﨑千夏
ヤマトの皇女であり、人々を導く使命を帝より与えられた天子。
帝崩御の混乱の最中、何者かの策略で毒を盛られ喉が焼けただれ、声を出せない状態に陥る。だが、元々桁外れな生命力の持ち主であったことが幸いし、クオンからの薬で毒から早々に回復する。その後はカルラから譲られた（正確には突如放り込まれた）鉄塊の如き大剣を担ぎ、自らも帝位奪還のために戦場へと出陣する。本作よりプレイアブルキャラクターとして加わる。
前作『偽りの仮面』から基本的な性格に変化は無いものの、未熟ながらヤマトを統べる次期帝としての自覚と覚悟を持つようになり、交渉や政（まつりごと）の場にも自ら赴くようになる。そして多くの國々を味方に付け、ついに帝都にまで攻め上がり、ライコウ率いる朝廷軍を打破してヤマトの奪還に成功、無事に帝の後を継いでその座へと即位した。
エピローグでは、時折シノノンなどの縁者を影武者に立てて政務を任せ、かつて帝がお忍びで行っていた「世直し道中」をミカヅチやムネチカ、そしてキウルと共に行い、悪徳領主を成敗しながらハクを探している。そしてミカヅチの影響か、夜中にこっそり賭場に出向くこともあり、その度にムネチカに説教されている様子。
素体となった存在は帝の娘である「チィちゃん」であり、遺伝子的にはハクの姪となる。

ルルティエ
声 - 加隈亜衣
クジュウリの皇オーゼンの娘。十五人兄妹の末姫であり、内気だが心優しい性格。
一心に慕情を寄せていたハクの死を受け止めきれず、心を痛めながら涙を流し悲嘆に暮れる日々を送っていたが、オシュトル（ハク）やアンジュが掲げた朝廷への反抗を機に「もう誰も失いたくない」と精神的な成長を見せ、改めて戦いに加わることを決意。ココポと共に戦場を駆け、その芯に秘めた強さで仲間たちを助けていく。戦が始まってからはエンナカムイの厨房も預かるようになる。アンジュの復帰後は、御傍付さながらに彼女の世話もしている。
オシュトルに対しては幾度かハクを重ねて感じており、それでも確信に至ることはなかった。しかしある時を境にオシュトルがハクであることを知り、ハク自らが明かしてくれるまでは変わらずに支えることを選んだ。
エピローグにて、クジュウリに帰國する。消えたハクが未だ生きていることを信じながら、いつの日か彼がクジュウリを訪れてくれる日を一途に待ち続けている。

ココポ
声 - 米澤円
ルルティエが飼っているホロロン鳥。前作に引き続き、その背に乗ってルルティエは戦う。
ハクにすぐ懐いたのと同様、ハクが扮したオシュトルにも懐いており、その正体に気が付いている模様。

アトゥイ
声 - 原由実
シャッホロの皇ソヤンケクルの娘。掴み所のない明るい性格で独特な雅言葉を話す。ハクの死を受けてなお、その死生観により大きく動揺はしなかったが、それでもどこか心の片隅に小さなモヤモヤと違和感を抱いていた。
ナコクの皇子、イタクとは許嫁であることが判明。そのイタクに対しては素直に良い感情も抱いていたためナコクへ嫁ぐことを思い悩むが、ナコク動乱の末に自分の気持ちが誰に向いていたのかに気付き、同時にオシュトルであるはずの男の正体も知る。
物語が終盤に差し掛かる頃、帝として即位したアンジュの命により新しく八柱将へと抜擢された。
クオンが復帰後は「皆が苦しい時に自分勝手に故郷へと帰った」事実から、クオンが皆に対して引け目を感じていると見抜く。それを解消して以前のような仲に戻るため、ケジメとして彼女に闘いを申し込んだ。
エピローグではシャッホロに帰國したものの、ハクが生きていることを信じて彼を探す旅に出ることを決意する。腕づくで阻止しようとする四天王を容赦なく叩きのめし、目的を同じくするノスリと共に出発した。

クラリン
声 - 三宅麻理恵
アトゥイのペットで、空中を漂うクラゲのような生き物。一応ヒトの言葉を理解できるらしい。
前作と同様、シミュレーションパートでは電撃で敵を攻撃することがある。

フミルィル
声 - 儀武ゆう子
前々作『うたわれるもの』（原作本編およびOVAシリーズ「望楼の子守唄」に登場）で赤ん坊だった女性。かつてトゥスクル内で対立していた部族同士の間に生まれた子供のため、一時的にウルトリィが身柄を預かっていた。
現在はクオンの御側付きで、彼女にとって年齢の近い幼馴染のような関係。クオンのことは「クーちゃん」と呼び、溺愛している。トゥスクルの人物ではあるが、クオンがオシュトル（ハク）たちのもとに戻ったため、彼女の御側付きとしてエンナカムイ勢に加わることになる。
なぜかすぐに服がはだけスタイルの良い身体が露わになったり、無意識のうちに色っぽい仕草をしたり、分け隔てなく周囲に笑顔を振りまくなど、特に男性の目線を非常に引き寄せる言動から「傾国のフミルィル」と言われるほど。
シミュレーションパートでは、術による遠近距離攻撃と回復を用いる。レベルが上がるとネコネと同様、攻撃と回復が1ターン内で使用可能。また、彼女に他のキャラクターからの回復を与えると「返礼」のカウンターが発動し、相手とその周囲を回復したのち「シュマリ」という式神を召喚する。シュマリ自体も微力ながら射程が長い回復術が使える。
エピローグでは、トゥスクル特使としてクジュウリにてルルティエと再会する。「傾国」の異名は健在で、ルルティエの兄たちの心を即座に射止めている。

キウル
声 - 村瀬歩
エンナカムイの皇子で、オシュトルとは義兄弟の契りを結んでいる。前作『偽りの仮面』終盤にて、帝都脱出の際にハクたちと一時別れ、オシュトル直属の兵やその家族を逃がす役目を引き受ける。脱出後は彼らを率いてエンナカムイへと向かうが、到着後もオシュトル（ハク）の正体に気付かないまま、変わらず義兄として慕っている。
以前までは皇子としても頼りなかったが、前述のエンナカムイへとオシュトルの近衛衆や帝都からの避難民を先導する役目や、朝廷軍との雌雄を決するオムチャッコ平原での決戦にて、敵軍の要であった逓信衆（ティリリャライ）を遠方から狙撃する大役を引き受けて見事完遂するなど、数々の戦を通じて、気弱な少年から一人前の漢へと成長していった。
シノノンからは特に気に入られ、将来は嫁としてキウルを支えてやると普段から公言されているほど。
エピローグでは、ヤマト大老となった祖父・イラワジの推薦でエンナカムイの皇になったが、本人のかつての願いでアンジュの世直し道中に同伴、間者として活躍している。先帝の教えを覚えていたアンジュ曰く「世直しの旅に必要なのは右と左の家臣、そしてうっかり間者である」として「うっかり」の役目を与えられた。

ノスリ
声 - 山本希望
ノスリ旅団という義賊の長である少女。エヴェンクルガの一族であり、義を重んじる正義感の強い性格。オウギの実姉。
イズルハ（現在は八柱将の一人トキフサが皇として治めている國）の豪族の娘でもあり、今作では御家の再建という使命を果たすため、姉弟ともどもエンナカムイ勢に大きく貢献していく。その使命は物語終盤、彼女が八柱将に抜擢され官位を授かったことにより、ついに果たされることとなる。戦時のエンナカムイではキウルと同じく弓兵の訓練教官としても活躍した。
父であるゲンホウを起因とした八柱将トキフサの謀略に苦しめられるが、その渦中でも持ち前の明るさや真っ直ぐさを失わず、イズルハでの反朝廷軍結成に大きく貢献する。オムチャッコ平原の決戦では、物見櫓の上にいる逓信衆（ティリリャライ）を同時狙撃する作戦に従事した。
エピローグではアンジュからハク捜索の任を与えられ、アトゥイと共にハクを探す旅に出る。その際にアトゥイからハクのことをどう想っているのか突っ込まれ、激しく動揺していた。またオシュトル（ハク）を大層気に入ったゲンホウから「お前、あいつと懇ろの関係になれ」と迫られ赤面するなど、本人の言葉とは裏腹に色恋沙汰には疎い様子。

オウギ
声 - 櫻井孝宏
ノスリの実弟。諜報や腹芸が得意な切れ者であり、常に底知れぬ柔和な笑みを浮かべている。
前作『偽りの仮面』終盤にて、ハクたちの帝都脱出の際に撹乱工作をしたのち、キウルと共に帝都に潜伏していた。その後はエンナカムイにいる仲間のもとへとオシュトルの近衛衆や避難民たちを引き連れて帰参した。無事にエンナカムイへと到着した後は、オシュトル（ハク）の指示のもと得意の諜報の任で彼を影ながら補佐していくが、その鋭い観察眼ゆえに最初からオシュトル（ハク）の正体に感付いていた節がある。
父ゲンホウの協力を得るため、今作では故郷であるイズルハへとオシュトル（ハク）たちと共に赴くこととなる。
エピローグでは、帝の御側付の地位を与えられる。時々帝の影武者になっているシノノンやカルラなどのサポートも粛々と行なっている様子。

ウルゥル、サラァナ
声 - 佐倉綾音
前作にて、ハクが帝から褒美として賜った鎖の巫（カムナギ）と呼ばれる双子の姉妹。帝との連絡役を任されているだけでなく、自らハクに隷属的な忠誠を誓っている。
エンナカムイ到着時は疲労困憊で眠っていたが、目覚めた後はハクがオシュトルに扮していることに直ちに気付く。そして「ハクの遺言により、オシュトルを新たな主とする」という設定の元、皆からの目を気にすることなく従来通り“主”に献身的に尽くす姿勢を見せる。彼の正体を隠すため、認識疎外の呪法により陰から助力している。
オムチャッコ平原の決戦では、敵軍の要であった逓信衆（ティリリャライ）を遠方から同時狙撃する作戦に従事した。キウルとノスリをそれぞれ呪法でサポートするため、双子同士が互いに引き離されるという人生において初めての危機に晒されるも、仲間たちの支えを頼りにその恐怖を克服、見事に作戦を成功させた。
ハクとホノカ、帝以外にはあまり興味関心を見せなかったが、物語を通じてクオン、ひいては仲間たちに向けて友情のようなものが芽生え始めた。クオンに対してはハクをめぐっての対抗意識もますます強くなり、友達かつ恋敵としての描写が前作よりも強調されている。

ヤクトワルト
声 - 江口拓也
剣豪として様々な勇名を馳せる偉丈夫であり、義に篤い好漢。「陽炎のヤクトワルト」の異名を持つ。ウズールッシャの近くにあるレタルモシリの出身で、シノノンの義父。戦闘の際には経験に裏打ちされた剣技と洞察で大いに貢献する。
そのレタルモシリにて、若かりし頃のヤクトワルトは老剣士ゲンジマル（一作目に登場）と出会う。血気盛んだったヤクトワルトは彼の剣術を見て学び、それが現在の基礎となっている様子。
エピローグでは、帝となったアンジュとの公約通りに帝都に屋敷と禄を与えられた模様。その帝の御側付きとして、時折アンジュの影武者を演じるシノノンの成長を見守ることとなる。

シノノン
声 - 久野美咲
ヤクトワルトの養女。義父ヤクトワルトの影響か、独特でませた男言葉のような喋り方をする。実父はレタルモシリ元族長のムカルで、彼の死後はヤクトワルトの養女として連れられている。普段はキウルによく懐いている。
エピローグでは、ヤクトワルトと共に帝都に住み、世直し道中の旅に出ているアンジュの影武者になっている。そして「夫の帰りを待ついい女」として、同じく世直し道中に同伴しているキウルの帰りも待っている。

ムネチカ
声 - 早見沙織
八柱将の一人であり「鎮守」の二つ名を持つ、アンジュの東宮傅を担っている女傑。ヤマトの守護者とも称される。
前作『偽りの仮面』にて、ハクたちを逃がすためトゥスクル撤退時の際の殿（しんがり）としてトゥスクルに残った。捕虜として軟禁されてからは仮面（アクルカ）を没収される。
軟禁時に世話になっていたフミルィルと共にルモイの関を訪れ、そこで無事にオシュトル（ハク）たちと合流する。以降はエンナカムイ勢の中でも大きな戦力として、帝都奪還のために獅子奮迅の活躍を見せる。
武人然とした立ち振る舞いとはうって変わり、可愛いもの（ぬいぐるみ）が好きな様子。
エピローグでは、アンジュの世直し道中に御供兼保護者として同伴し、アンジュから「ムネさん」と呼ばれている。時々こっそり賭場に繰り出すアンジュとミカヅチに説教をしている。

イラワジ
声 - 白熊寛嗣
エンナカムイの皇であり、キウルの祖父。オシュトルとネコネからは「御前」と慕われている。危険であることを承知しつつも、アンジュを含めたオシュトル（ハク）たちを快く迎え入れた。エンナカムイに善政を敷いて平和に統治していたが、いざとなれば自分が戦には向いていないことも重々承知しており、戦乱を前にしてエンナカムイの全権をオシュトルに委任した。
終盤では、帝に即位したアンジュによって大老（タゥロ）に抜擢され、後任としてエンナカムイ皇にキウルを推挙した。

トリコリ
声 - 藤田昌代
オシュトルとネコネの実母。エンナカムイの町外れに住んでおり、夫亡き後は女手一つで二人を育ててきた。躰が弱く床に伏せっていることが多い。目も患っているため、現在は視力がほとんど無い。
女官としてやって来たアンジュの正体を知りながら変わらず世話をするなど、途方もないほどの包容力と慈愛の持ち主。また、ハクがオシュトルに扮していることに当初より気付いていた。帝都奪還の決戦前、オシュトルの遺志を継いで戦い抜こうとする彼を優しく受け入れて慰め、ハクを「二人目の息子」として愛情深く抱き締めた。

#### 朝廷軍
ライコウ
声 - 置鮎龍太郎
八柱将の一人で「聖賢のライコウ」の異名を持つヤマト随一の智将であり、傑物。帝の崩御後はその混乱に乗じ、朝廷軍の司令官として自らの策を巡らせ始める。
帝に対しては「比類なき英主」と本心から忠義と敬意を抱いていたが、國とはそこに生きる人々の力によって繁栄と衰退を繰り返していくものであり、それが自然の摂理であるという考えを持つ。翻っては、世の理を超越した帝の御業と叡智の影響でヤマトの民が過保護状態になっている現状を危険とみなし、このままではヤマトの民は堕落するという危機感を抱いている。
帝の崩御を機に、ヤマトを帝という超越者、すなわち揺り籠の庇護から國を独り立ちさせることを目的として、迷いなく現政権の掌握に乗り出す。
怜悧かつ隙のない戦略で幾度もオシュトル（ハク）たちを苦しめるが、帝都防衛戦の最終局面、ライコウの切り札である大砲が不可解な暴発を見せる。そのまま聖廟頂上まで追いつめられ、戦の敗北を悟ったライコウは潔くオシュトル（ハク）たちに自身の首を獲らせようとするも、主を失いたくないと動いたシチーリヤの懇願により、彼から差し出された「最初の仮面」を身に付けることを決意。見事に適合し、実弟のミカヅチ同様に仮面の者となる。強すぎる仮面の影響か自我を僅かに残した半制御状態となるも、その強靭な精神力ですぐに己を取り戻し、オシュトル（ハク）たちが乗り越えるべき壁として帝都の頂にて最後の決戦を繰り広げる。
その敗北後は未熟だったアンジュの成長を認め、ハクを好敵手（とも）と呼び、どこか友情を感じさせる餞別の言葉を贈りながら、その場の皆にヤマトの未来を託して自害した。
デコポンポなどを筆頭に無能者には徹底的に辛辣な姿を見せるため、どこか周囲からの人望に欠けるところがあるが、献身的で有能な年少者や身内に対しては親身な人柄。先帝が護り愛した帝都を戦場とするのは良しとしなかったことなど、ハクたちとは道が違えど、帝都、ひいてはヤマトの未来を心から案じていた。
シチーリヤ
声 - 三宅麻理恵
ライコウの小姓（男子）にして腹心。女性的な線の細さを利用して偽の皇女役も務めていた。
その正体はウォシスの密偵であり、長きに渡りライコウに仕えることでその信頼を得るという使命を帯びていた。しかしライコウの人柄や理念に触れていくことで、いつしかウォシスに対して以上の敬愛を感じるようになる。
ウォシス
声 - 菊池幸利
「影光（えいこう）のウォシス」の二つ名を持つ。個性が強い八柱将の纏め役かつ、ヤマトの実質的な大老。
帝やハク同様、旧人類に極めて酷似した身体的特徴を持つ人物。物腰は柔らかく言動も丁寧だが、その内心は自己中心的な価値観と我欲染みた目的意識で満たされており、他の同僚たちを含めた一切の人物を利用価値のある道具と見なすなど、本性は冷酷極まりない。
その正体は帝の遺伝子を受け継ぐ“息子”であり、かつての旧人類そのもの。そして帝暗殺から始まる動乱を引き起こした黒幕。自身を捨てた（と思っていた）帝や、新たな後継者となったハクを憎み、エルルゥとハクオロが所持するマスターキーをトゥスクルにて奪取、帝都聖廟地下にて古代の遺産を蘇らせようとする。だが実際には、自身は帝の息子ではなくクローンだったことが判明。遺産管理システムによる遺伝子適合率の関係上、マスターキーの権限行使範囲にも限りがあることが発覚する。自身が生まれた意味や、帝を継ぎ人類を救うという存在理由をまるごと覆され精神が崩壊、ハクや帝たちの眼前で失意の底に陥ってしまう。だが直後に遺産が残した映像媒体にて、ウォシスを案ずる帝の本心やホノカを含めた親子三人で過ごした温かな過去を知り、たとえ後継者でなかろうが自分は父母から真に愛されていたことを涙ながらに自覚する。
その愛に応えるため、帝が遺した「最初の仮面」を被り、ウィツァルネミテアと同等の存在に変貌する。暴走による無差別な願いの散布で帝都が再び大災厄に陥るも、最後の力を振り絞ったハクが根源への扉を全て開け放ち、激闘の末に渾身の一撃を頭部に叩き込まれ敗北、最期は自身を愛する冠童（ヤタナワラベ）たちと共に昇天した。
シャスリカ
声 - 浅利遼太
ウォシスが側に置いている3人の冠童のうちのひとりで、栗色の髪をしている。小姓かつ護衛としてウォシスを補佐する。3人の冠童のリーダー的な存在。ウォシスを妄信しているが、見返りを求めずに仕えようとする真摯さも持っている。
リヴェルニ
声 - 田丸篤志
ウォシスが側に置いている3人の冠童のうちのひとりで、青い髪をしている。
ラヴィエ
声 - 鈴木晴久 / 梅田修一朗（ゲーム『斬2』・アニメ）
ウォシスが側に置いている3人の冠童のうちのひとりで、癖のある茶色の髪をしている。
マロロ
声 - 杉山大
ヤマトの殿学士であり、八柱将デコポンポの下で雇われ采配師をしている。デコポンポ軍との戦後、オシュトル（ハク）から傘下に加わるよう請われるが、あまりにも非情と言えるオシュトル（ハク）の采配を目にし、優しかったオシュトル本人とはとても信じられないと動揺する。その場でハクの死も伝えられ、親友を失ってもなお戦に邁進するオシュトル（ハク）に半ば失望する形でエンナカムイを去り、ひとり失意のまま帝都へと戻った。
その後、マロロの采配師としての才を惜しんだライコウにより、彼の指示を受けたウォシスの手で洗脳され、修羅の如き形相へと変貌する。しかし蟲による洗脳が未調整だったためか、精神が虚ろのまま実家を焼き払い、父と祖父を含む家中の者たちを惨殺、そして「親友であるハクを殺したオシュトル」にも復讐を果たそうとする。
ナコク、オムチャッコ平原、帝都にてオシュトル（ハク）らを火計や采配で苦しめるも、帝都決戦の最中に洗脳が解ける。正気に戻ったことにより、介抱しながら気を緩ませたハクの言葉で彼の正体を察するが、直後に偽の皇女に扮しながら襲いかかってきたシチーリヤの凶刃よりハクを庇い、致命傷を負ってしまう。今際の際で、ハクを守ることができなかったという最大の後悔を晴らし、親友を救えたことに安堵しながらその生涯を終えた。
魂の世界にて、ハクオロから権能を継承し現世に帰還するハクをオシュトルと共に見送った。
ミカヅチ
声 - 内田夕夜
ヤマトの左近衛大将。仮面の者の一人であり、オシュトルと共にヤマトの双璧と呼ばれている。兄は八柱将であるライコウ。
先帝、およびその娘であるアンジュに強い忠誠心を抱いてはいるが、先帝の遺した「帝都とアンジュを守る」という最後の勅命を遵守すべく動き出す。「内戦の火種になりかねない立場のアンジュはオシュトルに託し、自分は帝都を脅かす逆賊を排除する」という冷静な判断の下、朝廷に反旗を翻すエンナカムイとは敵対する道を選ぶ。
アンジュの身を案じてエンナカムイから出ずに余生を穏やかに過ごすよう警告に訪れるも、この時のオシュトル（ハク）との対決で彼がオシュトル本人ではないことを見抜き、動揺の末に激昂する。だが、決意と共に仮面の力を引き出したハクを“オシュトル”と戦いの果てに認め、その場はエンナカムイから退いた。
その後も宿敵としてナコク、オムチャッコ平原、帝都にてオシュトル（ハク）たちと三度の激闘を繰り広げるも、帝都決戦の終わり際、忠臣のはずであったミルージュに裏切られ、深手を負いながら帝都地下水道に落下した。その後は消息不明となっていたが、聖廟地下にて生き延びていた帝に救出される。そして帝の命を受け、危機に陥っていたオシュトル（ハク）を救うためオンカミヤムカイの大封印殿を来訪、ウォシスたちとの対立に乱入する形となった。その後は未曽有の災禍に包まれたヤマトへとオシュトル（ハク）達と共に帰還し、捻じ曲がった願いによって呼び出されたライコウの幻影体と激突した。
エピローグではアンジュの世直し道中の御供として同伴し、彼女からは「ミカさん」と名を与えられた。時折、息抜きと称してアンジュを賭場に連れて行き、丁半賭博などを教えている様子。その度にムネチカに説教されている。
ミルージュ
声 - 高森奈津美
ミカヅチの小姓。シチーリヤと同じ部族の出身であり、シチーリヤ同様、彼もウォシスの手の者としてミカヅチを監視する役目を与えられていた。帝都決戦の終盤にミカヅチを裏切り、不意を突いて深手を負わせるが、それでも彼には敵わず粛正された。最後に裏切りはしたが、ミカヅチという男そのものに対しては小姓として尊敬の念を抱いていた節がある。
デコポンポ
声 - 大川透 / 浜田賢二（ゲーム『斬2』一部代役）
ヤマト八柱将の一人。「七光」の二つ名を持つ。エンナカムイの擁する「本当の姫殿下」の身柄を確保すべく猪突猛進さながらにエンナカムイを襲撃するが、その愚鈍ぶりは相変わらずであり、オシュトル（ハク）の策によって敗北。切り札としてウズールッシャの猛獣ガウンジを放つも、命令を聞かず暴れ出したガウンジに生きながら貪り食われて死亡した。その呆気ない死は、通称「エンナカムイの惨劇」というプロパガンダとしてライコウに利用された。
ボコイナンテ
声 - 中西としはる
デコポンポの腹心。昔からオシュトルに対し一方的な対抗心を燃やしていた。キウルの手引きによって帝都から脱出したオシュトルの手兵やその家族を追撃するが、追いついたオシュトル（ハク）たちによって撃退される。その後はデコポンポのエンナカムイ襲撃に同行するが、デコポンポが操り切れなかったガウンジに牙を剥かれ、彼と運命を共にする。
ヴライ
声 - 乃村健次
「豪腕のヴライ」と呼ばれていた、元ヤマト八柱将の一人。
前作『偽りの仮面』終盤にて、オシュトルに敗れて谷底に落ち、以降は瀕死の状態となっていた。しかし彼を見付け、放っておけなかったエントゥアに介抱され徐々に回復する。自分に残された命と力が残り僅かなことを悟っていたが、なおも彼との闘争と決着を求め、オシュトルに扮していたハクに闘いを挑むが敗北する。仮面の者の宿命として、最期は塩と化しながら満足げに消滅した。オシュトル（ハク）との決闘直前、実父を失くし傷付き迷っていたエントゥアに「好きに生きよ」と言葉を残した。

#### クジュウリ
オーゼン
声 - 佐々木義人
ヤマト八柱将の一人で「楽土」の二つ名を持つ。クジュウリの皇で十五人の子を持ち、ルルティエ、シス、ヤシュマの父にあたる。末姫であるルルティエを過保護に育てていたがその自覚はあり、シスが結婚して國を出た直後、ルルティエを成長させるために帝への献上品を運ぶ隊に彼女を同道させ、そのまま帝都のオシュトルに預けることを決めた。
帝、ひいてはアンジュに対して確かな忠誠心と感謝を抱いており、クジュウリへ来訪してきたアンジュが本物であると理解してからは全面的にエンナカムイを支持、助力することを表明した。しかし、身内であるはずのシスに振り回されることになる。
シス
声 - 山村響
クジュウリの皇オーゼンの長子でルルティエの姉。大変に気が強く、政略結婚で國を出ていたが自ら反故にして帰國した。姉弟の中でも特にルルティエを溺愛している。聡明かつ勇敢な女傑だがルルティエへの愛情が深すぎるがゆえ、故郷に帰って来た彼女を強引に引き止め、オシュトル（ハク）に決闘を挑む。結果としては敗北するも、ルルティエの並々ならぬ決意を本人から聞かされたこと、それを受けたオシュトル（ハク）の「某が命に代えてもルルティエを守ろう」という言葉を聞き、彼を信じ妹を託すことを決めた。自分を負かしたオシュトル（ハク）に惚れ、以降は周囲が引くほどの愛を態度に出し始める。
ヤシュマ
声 - 田丸篤志
クジュウリの皇オーゼンの長男。礼儀正しく口調も丁寧、侠気にも溢れているが、姉であるシスには頭が上がらない。正論を言ってはその場でシスに（主に顔面を）叩きのめされるなど、物語随所で理不尽な目に遭っている。
旅籠屋の女将
声 - 羽吹梨里
クジュウリにある旅籠屋の女将。以前にハクとクオンも世話になっていた。エピローグにて、マシロ様の伝承をクオンに話す。

#### イズルハ
トキフサ
声 - 志賀麻登佳
ヤマト八柱将の一人。かつてゲンホウを策略によって追放し、その後釜として八柱将になった。
「調弦」の二つ名を持つ強弓の使い手だが、人望などでゲンホウに劣るところがあり、彼に強いコンプレックスを抱いていた。
初代族長が長の証として帝より拝領した金印の現所有者であり、その金印の威光によって氏族をまとめている。そのためエヴェンクルガ族の長としての立場に並々ならぬ執着を持ち、ノスリが借り受けに来た際はこれを拒み、ノスリたちを亡き者にしようとしたが敗北する。戦いの後、金印そのものに虚しさを感じたノスリがそれを濁流に投げ捨てるも、半ば我を忘れたトキフサはノスリの制止を振り切り、正気を失ったかのような高笑いを上げながら金印と共に濁流に飲まれ、下流の中へと消えていった。
ゲンホウ
声 - 大川透
ノスリ、オウギの実父であり元八柱将。かつてトキフサの策略により追放処分を受けたことから政（まつりごと）に嫌気が差し、そのまま状況を受け入れ、現在は人里離れた外れの地で悠々自適の生活を送っている。半ば隠居している身とはいえ、未だに彼を慕う氏族も多い。将として復帰したオムチャッコ平原での決戦では、友軍を率いてソヤンケクルと共に勇猛果敢な戦いぶりを見せた。エンナカムイ軍に力添えをした数々の功績から、終盤で帝となったアンジュにより右大臣に任命された。
オシュトル（ハク）に対しては「あの男が欲しい」と言い切るほどに大層気に入り、彼に抱かれるよう娘であるノスリに迫るなど開けっぴろげな一面も見せた。

#### ナコク
イタク
声 - 小林裕介
ナコクの皇子。ソヤンケクルの妹の子で、アトゥイにとっては従兄弟であると同時に許婚。誠実で生真面目な青年で、幼い頃に出会ったきりのアトゥイを一途に想い続けていた。戦闘の際は大振りの三叉槍を得手とし、その実力も確かである。
母国は早々にエンナカムイと「本物の皇女」支持を公表していたが、そのために朝廷より攻撃を受けてイタクの父は死亡。イタクはソヤンケクルによってエンナカムイに運ばれ、オシュトルに助力を要請する。
終盤、帝となったアンジュの命により八柱将に抜擢された。
シミュレーションパートではアトゥイ同様に槍を装備しているが、隣接する敵にも攻撃可能で回復技も持っており、将としても大器ぶりを見せる。

#### シャッホロ
ソヤンケクル
声 - 最上嗣生
ヤマト八柱将の一人でシャッホロの皇。ヤマトの海事を担う海の男。アトゥイの実父で、彼女を溺愛している。
ヤマトの内乱では早々に中立を宣言していたが、その後、甥にあたるイタクを連れてエンナカムイを訪れ、オシュトルの傘下に加わる。イズルハのゲンホウとは（互いに認めたがらないが）ライバル的存在であり無二の戦友。
オムチャッコ平原での決戦では、ゲンホウと共に兵士達を率いながら連合軍の猛将として大きな戦力となった。ヤマト奪還後は帝に即位したアンジュによって左大臣に任命され、八柱将の地位は娘のアトゥイが引き継いだ。

#### 先帝とその関係者
帝（ミカド）
声 - 木村雅史
ヤマトの先の帝。前作『偽りの仮面』終盤にて、崩御したと思われていた。その正体は大いなる父（オンヴィタイカヤン）こと、旧人類の生き残り。自分自身を被験者として人体実験を繰り返した結果、数百年の時を生き永らえている。ヤマトを建国し、旧人類の遺産の一部を使って国を統治していた。
冷凍睡眠状態にされていたハクの実兄であり、ヤマトの皇位はアンジュに、タタリに変貌した旧人類の救済という希望をハクに託そうとしていた。崩御したかに思われていたが、聖廟地下施設にある救命ポットの中で生存、その死を偽装していた。
本作にてオシュトル（ハク）と再会、マスターキー回収の依頼をする。ハクがトゥスクルにて窮地に陥っているとみて、流れ着いていたミカヅチを助け、そのままハクを助け出すよう指示を出す。終盤にてウォシスがマスターキーをハクたちから奪取し、聖廟地下に戻り強引に帝の跡を継ごうとするも「実子ではなく、帝自身のクローンであるため遺産の使用権限が無い」旨を告げる（帝自身もウォシスのことを想い、事実を明かすことは本意ではなかった）。茫然自失状態に陥ったウォシスは聖廟施設の制御を放棄、それを引き金に地下に封印されていたタタリが溢れ出し、帝都は一時滅亡の危機に晒される。
これ以上のタタリの開放を阻止し帝都の民を守るため、マスターキーを取り返したオシュトル（ハク）から気象管理衛星アマテラスの使用権限を譲り受け、アンジュをハクに託し避難させた。ホノカに謝罪と愛を伝え、帝都へ照射された浄化の光によって、妻と共に聖廟ごと消滅した。
ホノカ
声 - 矢作紗友里
常に帝の側に仕えている女性。オシュトルと共に帝暗殺の容疑者にされるが前作で身を隠したまま、行方不明となっていた。
今作では、生きていた帝と共に聖廟地下に潜んでいた。最期まで帝の傍に寄り添いながら、アマテラスの光によって消滅した。ウルゥルとサラァナは自身の実娘ではなく、姉妹が産んだため姪にあたる。

#### ヤマト周辺国出身の人物
エントゥア
声 - 米澤円
ヤマト北方にある國ウズールッシャの将、ゼグニの娘。紆余曲折を経て宮廷女官として帝都で働くようになり、ハクたちの帝都脱出を手助けした。ヴライの追撃を知り危機を知らせるべくハク一行を追うも間に合わず、代わりにオシュトルとの戦いで瀕死の状態になっていたヴライを発見し、見捨てられずに介抱してしまう。
オシュトルとの決着を求めるヴライに父親の面影を重ね、その望みを叶えてやりたいと思うようになる。ヴライが敗北して消滅し、遺品となった彼の仮面を回収した後の動向は不明だが、エピローグにてナコクの女官として働いている。
ヤムマキリ
声 - 水島大宙
ウズールッシャの近くにあるレタルモシリの族長。ヤクトワルトの兄代わりだった人物の一人。
計算高く理知的な判断を下す冷酷な性格で、レタルモシリを纏めるためにヤクトワルトとシノノンの名を利用しようとする。
モズヌ
声 - 拝真之介、非公開（女体化後）
街道を荒らしていた盗賊団の首領。前作『偽りの仮面』で捕縛、投獄されていたが、終盤にて地下より出現したタタリの群れの騒ぎにより脱獄。タタリの群れから人々を助けたいと義賊心に目覚めて手下と共に奔走、その際に仮面の力で変貌したウォシスより願い事を聞かれ、咄嗟に「女装が似合うようになりたい」と願ってしまったがため、女性へと性転換する。
エピローグでは帝都再建に尽力する姿に周囲から支持を得ているばかりか、美人でプロポーションの良い体形になったことから、チャラフンをはじめとする手下や都の男たちから好意の目で見られ、貞操の危機を感じている。

### トゥスクル
クオン
声 - 種田梨沙
本作のヒロインで、トゥスクルの皇女。ハクオロとユズハの娘。
幼少期、かつてユズハの命を奪った病気に罹患するも、その身に宿る「力」によって撃退している。
前作『偽りの仮面』にてハクを失った後は放心状態のまま自らの故郷へと帰還。ショックのあまり一時的にヤマトでの記憶を失っていたが、見かねたクロウから記憶を刺激されたことで思い出す。そして現在のアンジュが置かれている状況を知り、ヤマトに残してきた仲間たちへの間接的な支援のため、戦の全軍指揮を引き受けた上でヤマトと向き合う覚悟を決めた。
トゥスクル皇女として正装と面紗で正体を隠した状態でエンナカムイに赴き、オシュトルたちと対面しヤマト侵攻を告げるも、オシュトルが放った何気ない一言を聞いたことで彼の正体がハクであると悟る。その後はトゥスクルへの帰路の最中にクロウとベナウィに後押しされたことで、ただのクオンとしてオシュトル（ハク）たちの下へ帰還する。以降は帝都奪還のための欠かせない戦力として、仲間たちと数々の戦を乗り越えていく。
終盤、ウォシスとの最後の戦いにおいてハクが死亡、その様を目の当たりにしたクオンは絶望と己への無力感で、内に潜むウィツァルネミテアに取り込まれてしまうが、魂の世界でハクオロから力を継承、新たな大神となったハクに助けられる。
ヤマトでの騒乱後は正式にトゥスクルの皇位を継ぎ、アンジュと共にトゥスクルおよびヤマト間での永久の平和を誓う。
しかし行方不明となったハクを探すため、政務をオボロ（とベナウィ）に押し付け、彼を探す旅に出た。ハクと出会った始まりの地であるシシリ州を訪れた際、彼と邂逅する。最初は夢幻と思われたが、手元にあった鉄扇が持ち去られていたことからハクの生存を確信する。「今度は逃がさない」と彼への想いを胸に秘め、再びハクを捕まえる決意を新たにした。

アルルゥ
声 - 沢城みゆき
トゥスクル建国に関わった中心人物であり、動物を従わせる森の母（ヤーナマゥナ）の力を持つ女性。ムックル、ガチャタラという動物を従えており、戦いの時にも使役する。國名の由来となった老薬師トゥスクル（ハクオロやオボロらの恩人）の孫。
クオンの母ユズハとは親友だった。クオンにとっては姉のような存在。
ムックル
声 - 下山吉光
アルルゥが飼っているムティカパという種類の巨大な獣。普段は従順にアルルゥに従っているが、戦いになると容赦なく暴れて敵を引き裂き、噛み殺す。
オボロ
声 - 桐井大介
トゥスクルの皇。クオンの母であるユズハの兄。そのため正確には彼女の叔父にあたる。クオンを実の娘のように溺愛しているため、クオンからも「お父様」と呼ばれている。
前作および若い頃は血気盛んで浅慮な行動も多かったが、責任ある皇として経験を積んだためか、現在はトゥスクルの統治者として冷静かつ大局的な考え方を身に付けている。しかし愛娘であるクオンのこととなると動揺を隠し切れず暴走するなど、根っこの部分は変わっていない。
前作にてトゥスクルがヤマトに侵攻されたことを受け、かの国の内乱終結後は再び侵攻してくる可能性があると判断。ヤマトが混乱状態にある今の機を逃さずヤマトへの侵攻を決定し、クオンにヤマト侵攻の総指揮権を委ねる。
エピローグではクオンに皇の座を譲り、隠居して趣味の茶道や陶芸に没頭している。だが時折クオンが城を抜け出しては過剰に慌てるなど、まだまだ親バカな一面が抜け出せていない模様。度々発生するクオン失踪後は政務を代行する羽目になり、その度にオボロも逃走するため、ベナウィ主導のもと訓練の一環として山狩りをすることが恒例となっている。
ドリィ、グラァ
声 - 渡辺明乃
トゥスクル皇オボロの御側付きであり、弓使いの双子。トゥスクル建国以前の古くからオボロに仕えている。トゥスクルからの使者としてエンナカムイに現れ、多数の物資をもたらした。
ウルトリィ
声 - 大原さやか
オンカミヤムカイの賢大僧正（オルヤンクル）の地位に就く女性で、ウィツァルネミテア信仰の宗教指導者的人物。カミュの姉。クオンの母親役の1人で学問や作法の教育を受けていたため、クオンは頭が上がらない。フミルィルとは彼女が赤ん坊の頃に預かっていた間柄であり、現在も実の母のように彼女から深く慕われている。
カミュ
声 - 釘宮理恵
オンカミヤムカイの出身で、現在はトゥスクルの巫（カムナギ）を務める美女。ウルトリィの妹。アルルゥと同じく、クオンの母ユズハが生きていたときの親友であり、クオンにとっては姉のような存在。
ハクからの第一印象は残念美人。そのハクを唯一「ちゃん」付けで呼ぶ、珍しい人物。
ムント
声 - 白熊寛嗣
オンカミヤムカイの老僧で、お転婆なカミュのお目付役。前々作からそれなりの年月が経った本作においても、相変わらずサボり癖のあるカミュに手を焼かされている。
ベナウィ
声 - 浪川大輔
トゥスクル建国以前（ケナシコウルペ時代）より侍大将を務める歴戦の勇将。どんな時も冷静沈着な性格で、知略に優れると共に槍術の達人。クロウを直属の部下に持つ。
クオンに対してはかねてより教育係として厳しく接しているが、家族としての愛情も深く持ち合わせている。
ハクオロ、クオン、オボロなど、皇としての政務を放り出したり抜け出したりすることに昔から手を焼いており、その度に修羅の如き雰囲気を醸し出している。クオンが再び出奔したことでオボロが逃走しようとするも、それを受け「貴方だけは逃がしません」と静かに笑いながら言い放つなど、年々その迫力は増してきている様子。
クロウ
声 - 小山剛志
ベナウィの腹心の部下であり歴戦の勇士。屈強な肉体を誇り、豪放磊落な性格。
クオンとは家族同然の関係だが、彼女にとっては父というより年が離れた意地悪な兄という印象である。エピローグでは、皇として政務に追われるクオンの理解者として時折逃走の手引きをしており、ベナウィに説教されている。
カルラ
声 - 田中敦子
帝都の旅籠屋・白楼閣の女主人。戦闘に特化したギリヤギナ族の出身であり、その中でも並外れた（100kg以上の大剣を竹鞭のような勢いで振り回すほどの）怪力と絶大な武技を誇る。トウカと共に、トゥスクル本国へ密かに情報の提供をしている。
クオンとアンジュの決闘中、かつて自分が愛用していた大剣をアンジュのために放り込み、譲り渡した。終盤では、ウィツァルネミテアの力で変化したヤタナワラベたちとノロイに苦戦するオシュトル（ハク）たちのもとへ、クオンと共に馳せ参じた。
エピローグでは、再び白楼閣の女主人として、復興のために賑わう帝都をトウカ、ウルトリィと見届けている。
トウカ
声 - 三宅華也
ヤマト帝都の旅籠屋・白楼閣で働く女子衆（おなごし）。ノスリやオウギと同じく、エヴェンクルガ族であり剣の達人。カルラと共にトゥスクル本国へ密かにヤマトに関する情報の提供をしている。終盤では、ウィツァルネミテアの力で変化したヤタナワラベたちとノロイに苦戦するオシュトル（ハク）たちのもとへ、クオンと共に馳せ参じた。
エピローグでは、復興のために賑わう帝都をカルラ、ウルトリィと見届けている。
チキナロ
声 - 太田哲治
前々作よりの登場。「人身売買以外なら何でも扱う」がモットーの、抜け目ない行商人。「〜ますです、はい」といった語尾が特徴。クオンの手引きによりエンナカムイを訪れ、オシュトル（ハク）たちのための物資調達を行う。同じくクオンより預かっていた、毒に侵されているアンジュを治すための薬をオシュトル（ハク）に手渡した。
エルルゥ
声 - 柚木涼香
前々作のヒロイン。クオンの母親役の1人。アルルゥの姉で、トゥスクル建国以前よりずっとハクオロを支えていた人物。
國名の由来となった老薬師トゥスクルの孫であり、祖母から薬師の知識と技術を受け継いでいる。その結果、トゥスクルで知らない者はいないと言われるほどの薬師になり、クオンにも薬師の指南を行っていた。だがある時を境に、忽然と世俗から姿を消す。その真相は、オンカミヤムカイの最奥にて眠りから覚めたハクオロの世話、および封印の監視であった。クオンの内に潜むウィツァルネミテア（分身）に取り込まれないよう、幼いクオンに言い含め、内なる声に耳を傾けないよう言葉をかけていた｡
物語の最後、神ではなく人間として帰還したハクオロと再会し、積年の想いを叶えることとなる。
ハクオロ
声 - 小山力也
前々作の主人公。悪政を敷いていたケナシコウルペ朝を打倒して、トゥスクルを建国した始祖皇。
その正体は、遥か昔に大神ウィツァルネミテアと同化した旧人類の生き残り。ハクや帝など作中で「大いなる父」と呼ばれている旧人類を近代と定義するならば、ハクオロはさらに古代の考古学者（自称）である。
前々作ではヤマユラの村付近でエルルゥに助けられ、トゥスクルに集った仲間たちと共に戦乱の世を駆け抜けた。しかし記憶と真名を取り戻すも、闘争によってヒトを導く超越者、ウィツァルネミテアである自分はこの時代のヒトにとって災厄になると判断し、仲間たちの手による大封印（オン・リィヤーク）によって自ら眠りにつくことを選んだ。
今作では眠りから覚め、旧人類の後継者「うたわれるもの」を、オンカミヤムカイの奥深くの大封印殿にて待ち続ける。
物語の終盤、ハクと魂の世界にて対面。娘であるクオンの救出を願う。応じたハクがウィツァルネミテアの権能を受け継いだことにより、力の全てを失う。最後はただの人間として現世への復帰を果たし、かつての仲間たちのもとへ帰還した。

### 特殊キャラクター
前作のダウンロードコンテンツの追加キャラクター。該当ダウンロードコンテンツを導入した前作のクリアデータを本作にコンバートすることでシミュレーションパートのユニットとして使用可能。ストーリーには一切関わらない。
元来は『ToHeart2』に登場するキャラクター。
向坂 環（こうさか たまき）
声 - 伊藤静
久寿川 ささら（くすがわ ささら）
声 - 小野涼子

## 評価
ファミ通クロスレビューでは10、8、8、8の34点でゴールド殿堂入り。レビュアーはシリアスとコミカルを織り交ぜた物語、新規プレイヤーにも楽しめるように前作のあらすじが把握できる、声優の演技、協撃必殺技、ムネチカの試練、BGM、バトルでのリワインド機能、バトルシステムの細かい改善を賞賛した。また、「BestPickofThisWeek! 今週はコレを買え!」では同じ号でレビューした10作品のうち、レビュアー6人中1人が本作を選んでいるが、この人物はレビューで10点を与え、シリーズを1作目からプレイしている。
MetacriticではPS4版が75/100のスコア。Destructoidは戦闘のゲームプレイは協撃必殺技が登場したが前作と変わりがない、PS Vita版は動作には問題ないがエイリアシングとベースフレームレートの低下を指摘した。
RPGamerではPS Vita版が4.5/5のスコアでストーリー、戦闘システムや戦闘バランス、ビジュアルや音楽を賞賛、キャラクター3Dモデルの弱さを指摘した。

## 主題歌
オープニング「星灯（ひかり）」
作詞 - 須谷尚子 / 作曲・編曲 - 衣笠道雄 / 歌 - Suara
エンディング「麗しき世界」
作詞 - 須谷尚子 / 作曲・編曲 - 衣笠道雄 / 歌 - Suara

## Webラジオ
本ゲームの発売に伴い、『煌うたわれるものらじお』のタイトルで2016年5月23日より音泉にて配信される。毎週月曜日に更新。パーソナリティは赤﨑千夏（アンジュ 役）と利根健太朗（オシュトル 役）が務める。

## テレビアニメ
2022年7月から12月までTOKYO MXほかにて放送された。

### スタッフ
- 原作・音楽 - AQUAPLUS[23]
- 監督 - 川村賢一[9]
- シリーズ構成 - 横山いつき[23][9]
- キャラクター原案 - 甘露樹、みつみ美里[23]
- キャラクターデザイン・総作画監督 - 中田正彦[23][9]
- プロップデザイン - 岩畑剛一、鈴木典孝[23]
- 文字デザイン - コレサワシゲユキ、灯夢[23]
- 美術設定 - 天田俊貴[23]
- 美術監督 - 高峯義人[23]
- 色彩設計 - 佐藤美由紀[23]
- 撮影監督 - 横山翼[23]
- CGディレクター - 石川真平
- 編集 - 後藤正浩[23]
- 音響監督 - 山口貴之[23]
- プロデューサー - 黒須信彦、鈴木廉太、下里悟、小澤文啓
- 制作プロデューサー - 岩佐岳
- アニメーションプロデューサー - 加藤晋一朗
- アニメーション制作 - WHITE FOX[23][9]
- 製作 - うたわれるもの二人の白皇製作委員会

### 主題歌・挿入歌
いずれの楽曲もSuaraが担当する。
「人なんだ」
オープニングテーマ。作詞は下川直哉、須谷尚子、作曲は下川直哉、編曲は塚﨑陽平。
「百日草」
エンディングテーマ。作詞は巽明子、作曲・編曲は松岡純也。
「ヌエドリ」
挿入歌。作詞は須谷尚子、作曲・編曲は衣笠道雄。
「恋夢」
挿入歌。作詞は須谷尚子、作曲・編曲は松岡純也。
「不安定な神様」
挿入歌。作詞は須谷尚子、作曲は下川直哉、編曲は小林俊太郎。
「キミガタメ」
挿入歌。作詞は須谷尚子、作曲は下川直哉、編曲は衣笠道雄。
「天かける星」
挿入歌。作詞は須谷尚子、作曲は中上和英、編曲は衣笠道雄。
「星灯」
挿入歌。作詞は須谷尚子、作曲・編曲は衣笠道雄。
「夢想歌2016」
挿入歌。作詞は須谷尚子、作曲・編曲は衣笠道雄。

### 各話リスト
| 話数       | サブタイトル       | 脚本       | 絵コンテ   | 演出                | 作画監督                                                         | 初放送日      |
| ---------- | ------------------ | ---------- | ---------- | ------------------- | ---------------------------------------------------------------- | ------------- |
| 第一話     | 鉄扇と共に         | 横山いつき | 川村賢一   | 関谷真実子          | 中田正彦 永吉隆志 岡垣優                                         | 2022年 7月3日 |
| 第二話     | 覚悟の在処         | 横山いつき | 川村賢一   | 曽根利幸            | 大高雄太 中村進也 三島千枝                                       | 2022年 7月3日 |
| 第三話     | その道を紅く染めて | 横山いつき | 加藤洋人   | 土屋浩幸            | 千葉啓太郎 岡垣優 大野勉 加藤洋人 露木愛里                       | 7月10日       |
| 第四話     | 戻れぬ想い         | 横山いつき | 路比塚環竿 | 関谷真実子          | 中田正彦 木宮亮介 佐々木舞 加藤明日美 藤岡三徳                   | 7月17日       |
| 第五話     | 対なるもの         | 横山いつき | 西田正義   | 木村佳嗣            | 兵渡勝 大髙雄太 加藤明日美                                       | 7月24日       |
| 第六話     | 覇道皇女           | 横山いつき | 西田正義   | 土屋浩幸            | 張紹緯 岡垣優 永吉隆志                                           | 7月31日       |
| 第七話     | 奏上の時           | 横山いつき | 西田正義   | 関谷真実子          | 木宮亮介 佐々木舞 千葉啓太郎 宋善永 三島千枝                     | 8月7日        |
| 第八話     | 帰還               | 横山いつき | 路比塚環竿 | 曽根利幸            | 大高雄太 兵渡勝 三島千枝 宋善永 新村香奈                         | 8月14日       |
| 第九話     | 笛の音             | 関根聡子   | Royden B   | 木村佳嗣            | 兵渡勝 岡垣優 大高雄太 内野昭雄 加藤明日美                       | 8月21日       |
| 第十話     | 策動の森           | 中健人     | 路比塚環竿 | 土屋浩幸            | 大高雄太 高橋はつみ 宋善永 三島千枝 新村香奈 河口千恵            | 8月28日       |
| 第十一話   | 長の証             | 村松裕基   | 岩畑剛一   | 関谷真実子          | 森川侑紀 ハンミンギ 河口千恵 近有希 高橋はつみ                   | 9月4日        |
| 第十二話   | 妄執の炎           | 関根聡子   | 博多正寿   | 曽根利幸            | 永吉隆志 河口千恵 大高雄太                                       | 9月11日       |
| 第十三話   | 復興の誓い         | 清水耕司   | 路比塚環竿 | 土屋浩幸            | 岡垣優 木宮亮介 三島千枝 豆塚あす香 大高雄太 石井ゆみこ 森川侑紀 | 9月18日       |
| 第十四話   | 決戦前夜           | 村松裕基   | 岩畑剛一   | 関谷真実子          | 河口千恵 兵渡勝 加藤明日美 江藤大気 高橋はつみ                   | 9月25日       |
| 第十五話   | 死中に活あり       | 関根聡子   | 渡部高志   | 渡部高志            | 中田正彦 永吉隆志 大高雄太 中村進也 岡垣優 二林翔太 三島千枝     | 10月2日       |
| 第十六話   | 豪雄激突           | 横山いつき | 加藤洋人   | 土屋浩幸            | 宋善永 加藤洋人 木宮亮介 河口千恵 加藤明日美                     | 10月9日       |
| 第十七話   | 決意の対価         | 横山いつき | 路比塚環竿 | 神崎ユウジ          | 佐々木舞 近有希 河口千恵 大高雄太 岡垣優                         | 10月16日      |
| 第十八話   | 大願を胸に         | 横山いつき | 相澤伽月   | 曽根利幸            | 永吉隆志 兵渡勝 大高雄太 江藤大気                                | 10月23日      |
| 第十九話   | 残された役目       | 横山いつき | 博多正寿   | 小柴純弥            | 岡垣優 加藤明日美 木宮亮介 三島千枝                              | 10月30日      |
| 第二十話   | トゥスクルへ       | 関根聡子   | 岩畑剛一   | 堀内直樹            | 大高雄太 豆塚あす香 中村進也 宋善永                              | 11月6日       |
| 第二十一話 | 人を継ぐ者         | 横山いつき | Royden B   | 関谷真実子          | 中田正彦 河口千恵 高橋はつみ 新村香奈 三島千枝 森川侑紀          | 11月13日      |
| 第二十二話 | 叡智への扉         | 中健人     | 加藤洋人   | 土屋浩幸            | 加藤洋人 大高雄太 森川侑紀 五月麻帆 范言新                       | 11月20日      |
| 第二十三話 | 目覚めの地にて     | 横山いつき | 渡部高志   | 渡部高志            | 木宮亮介 兵渡勝 岡垣優 加藤明日美 江藤大気                       | 11月27日      |
| 第二十四話 | 深淵より来る声     | 関根聡子   | 相澤伽月   | 神崎ユウジ          | 永吉隆志 江藤大気 大高雄太                                       | 12月4日       |
| 第二十五話 | 歪みし大神         | 関根聡子   | 加藤洋人   | 土屋浩幸            | 清水博幸 大高雄太 加藤洋人 馮含露                                | 12月11日      |
| 第二十六話 | 願いの果て         | 清水耕司   | 岩畑剛一   | 三好なお            | 豆塚あす香 岡垣優 小川みずえ 五月麻帆 三島千枝 江藤大気          | 12月18日      |
| 第二十七話 | 神話の始まり       | 横山いつき | 相澤伽月   | 荻窪太朗            | 佐々木舞 稲吉智重 木宮亮介 岡垣優 河口千恵 加藤明日美 渡邉八重子 | 12月25日      |
| 第二十八話 | 二人の白皇         | 横山いつき | 路比塚環竿 | 路比塚環竿 土屋浩幸 | 永吉隆志 河口千恵 佐々木舞 兵渡勝 江藤大気                       | 12月25日      |

### 放送局
| 放送期間                        | 放送時間                     | 放送局       | 対象地域 | 備考                                 |
| ------------------------------- | ---------------------------- | ------------ | -------- | ------------------------------------ |
| 2022年7月3日 - 12月25日         | 日曜 1:00 - 1:30（土曜深夜） | TOKYO MX     | 東京都   |                                      |
|                                 |                              | BS11         | 日本全域 | BS放送 / 『ANIME+』枠                |
| 2022年7月5日 - 12月27日         | 火曜 1:55 - 2:25（月曜深夜） | 北海道テレビ | 北海道   |                                      |
| 2022年7月7日 - 12月29日         | 木曜 23:00 - 23:30           | AT-X         | 日本全域 | CS放送 / 字幕放送 / リピート放送あり |
| 初回および最終回は2話連続放送。 |                              |              |          |                                      |

インターネットではdアニメストアにて最速放送と同時配信され、その後ABEMA、U-NEXT、アニメ放題、Amazon Prime Video、GYAO!、ニコニコチャンネル、ニコニコ生放送、FOD、バンダイチャンネル、Hulu、TELASA、J:COMオンデマンド、milplus、auスマートパスプレミアム、Rakuten TV、Google Play、HAPPY!動画、ムービーフルPlus、ひかりTV、ビデオマーケット、music.jp、GYAO!ストアにて2022年7月10日より毎週日曜0時（土曜深夜）に順次配信。

### BD / DVD
| 巻 | 発売日         | 収録話          | 規格品番      |
| -- | -------------- | --------------- | ------------- |
| 上 | 2022年12月21日 | 第1話 - 第14話  | KIXA-90936〜9 |
| 下 | 2023年4月26日  | 第15話 - 第28話 | KIXA-90544〜7 |